# Joseph Bodin de Boismortier
Joseph Bodin de Boismortier (23 desembre 1689 – 28 octubre 1755) va ser un compositor barroc francès de música instrumental, cantates, opera-ballets, i música vocal. Boismortier fou un dels primers compositors que va poder exercir la seva professió sense la necessitat de mecenes, ja que va obtenir una llicència reial per a imprimir música el 1724, fet que li va permetre guanyar una important fortuna gràcies a les vendes de la música que editava.

## Biografia
La família Boismortier es va traslladar de la localitat de naixement del compositor, Thionville (Lorena) a la ciutat de Metz on va rebre la seva primera educació musical de la mà de Joseph Valette de Montigny, un compositor de motets molt conegut. El 1713 Boismortier va seguir Montigny per instal·lar-se a Perpinyà on va trobar feina en el Control de Tabac Reial. Boismortier es va casar amb Marie Valette, la filla d'un ric orfebre i parent del seu mestre Montigny.
El 1724 Boismortier i la seva muller es van traslladar a París on va començar una important carrera de composició, escrivint per a molts instruments i veus. Les seves primeres obres es van publicar a París el mateix 1724, i el 1747 n'havia publicat més de 100 amb diverses combinacions vocals i instrumentals. La seva música, particularment per a la veu, era extremadament popular i es va fer ric sense l'ajut de patrons. Va morir a Roissy-en-Brie.
Boismortier va ser el primer compositor francès en utilitzar la forma de concert italiana, en els seus sis concerts per a cinc flautes op. 15. (1727). També va escriure el primer concert francès per a instrument solista: un concert per a cello, viola, o fagot (1729). Molta de la seva música és per a flauta, instrument per al qual també va escriure un mètode d'estudi (ara perdut). Les seves sis sonates per a flauta i clavicèmbal op. 91, publicades a París el 1742, van ser impreses amb un homenatge al celebrat flautista i compositor, Michel Blavet (1700-1768). Avui, són probablement les seves peces més populars, ja que són una de les obres més creatives i agradables de Boismortier. Una peça notable de Boismortier que és interpretada sovint en l'actualitat és la Deuxieme serenata ou simphonie. Boismortier i Rameau van viure durant l'era del Rococó de Louis XV i van impulsar la tradició francesa, component música de gran bellesa i sofisticació àmpliament apreciada pel públic francès.
Una extensa biografia sobre el compositor, Joseph Bodin de Boismortier, escrita per Stephan Perreau, va ser publicada a França l'any 2001.

## Un esment
El teòric de música Jean-Benjamin de la Borde va escriure en el seu Essai sur la musique ancienne et moderne (Assaig sobre música antiga i moderna) l'any 1780 sobre Boismortier: Bienheureux Boismortier, dont la fertile plume peut tous les mois, sans peine, enfanter un volume. (Benhaurat Boismortier, la ploma del qual pot, tots els mesos, sense dolor, engendrar un llibre.)

## Obres principals
- Les quatre estacions, cantates (1724)
- Sis concerts per cinc flautes op. 15. (1727)
- Concert per a cello, viola, o fagot (1729)
- Els Viatges de l'amor, ballet d'òpera (1736)
- Don Quichotte chez la Duchesse, ballet de còmic (1743)
- Daphnis et Chloé, pastorale (1747)
- Cinquante-neuvieme oeuvre de M.Boismortier, contenant quatre suites de peces de clavecí per clavicèmbal
- Daphné, tragédie lyrique (unperformed) (1748)[1]
- Les quatre Partits du monde (1752)
- Les gentillesses, cantatilles (cantates curtes)
- Sonates i concerts nombrosos

## Discografia
Hervé Niquet ha enregistrat una gran part de les obres de Boismortier:
- Ballets de Pobles (2000) Le Concert Spirituel sota la direcció d'Hervé Niquet (Naxos 554295)
- Motets avec Simfonies (1991) Le Concert Spirituel sota la direcció d'Hervé Niquet (Acord 476 2509)
- Don Quichotte chez la Duchesse (1997) Le Concert Spirituel sota la direcció d'Hervé Niquet (Naxos 8.553647)
- Daphnis & Chloe (2002) Le Concert Spirituel sota la direcció d'Hervé Niquet (Glossa GCD 921605)
- Sonates Abocar Baixos (2005) Le Concert Spirituel sota la direcció d'Hervé Niquet (Glossa GCD 921609)
- Música francesa per Dos Harpsichords (2000) Hervé Niquet i Luc Beauséjour (Analekta 23079)

Altres enregistraments:
- Sonates à deux flûtes traversières sans basse (2001) Stéphan Perreau i Benjamin Gaspon (Pierre Verany PV 700023)
- Sonates per a flauta i clavecí, op. 91 (1994) Rebecca Stuhr-Rommereim i John Stuhr-Rommereim (Centaur CRC 2265)
- Joseph Bodin de Boismortier: Sis Suites, Op. 35 per Flauta sola (2008) Rebecca Stuhr (Lebende Música)
- Les Maisons de Plaisance (1999) Wieland Kuijken i Sigiswald Kuijken (ACC d'Accent 99132 D)
- Joseph Bodin de Boismortier: Sonates per a flauta i clavecí, Op. 91, American Baroque (Naxos 8.553414)
- Boismortier: Sis Suites Petites, Op. 27, Reversio-Darius Klisys (6-2 estudi/REVERSIO. Catalogar número:6-2STD-CD010)